# Dalkhola
Dalkhola é uma vila no distrito de Uttar Dinajpur, no estado indiano de Bengala Ocidental.

## Demografia
Segundo o censo de 2001, Dalkhola tinha uma população de 13 891 habitantes. Os indivíduos do sexo masculino constituem 53% da população e os do sexo feminino 47%. Dalkhola tem uma taxa de literacia de 58%, inferior à média nacional de 59,5%: a literacia no sexo masculino é de 65% e no sexo feminino é de 50%. Em Dalkhola, 15% da população está abaixo dos 6 anos de idade.